# Ignatiy Nesterov
Ignatiy Mixaylovich Nesterov (ur. 20 czerwca 1983 w Taszkencie) – uzbecki piłkarz grający na pozycji bramkarza w Ohod Club.

## Życiorys

### Kariera klubowa
Karierę piłkarską Nesterov rozpoczął w klubie FK Samarkand-Dinamo. W 2001 zadebiutował w jego barwach w pierwszej lidze uzbeckiej. Po roku gry w tym klubie przeszedł do Paxtakoru Taszkent i już w 2002 został z nim po raz pierwszy w karierze mistrzem kraju. Zdobył też wówczas Puchar Uzbekistanu. Od 2003 do 2007 jeszcze pięciokrotnie z rzędu wywalczył z Paxtakorem tytuł mistrzowski. W latach 2003, 2004, 2005, 2006, 2007 i 2009 zdobył sześć pucharów kraju.
W połowie 2009 Nesterov odszedł z Paxtakoru do Bunyodkoru Taszkent. W Bunyodkorze wygrał rywalizację z Pavlem Bugalo i na koniec roku wywalczył mistrzostwo Uzbekistanu, drugie w historii klubu. W 2010 po odejściu Bugalo do FK Andijon jest pierwszym bramkarzem klubu.
W latach 2014–2019 występował w Lokomotiv Taszkent. 27 stycznia 2019 podpisał półroczny kontrakt z Ohod Club.

### Kariera reprezentacyjna
W reprezentacji Uzbekistanu Nesterov zadebiutował 21 sierpnia 2002 w przegranym 0:2 towarzyskim spotkaniu z Malezją. W 2004 wystąpił w jednym meczu Pucharu Azji 2004, z Turkmenistanem (1:0). Z kolei w 2007 został powołany przez selekcjonera Raufa Inileyeva do kadry na Puchar Azji 2007. Tam rozegrał 3 spotkania: z Malezją (5:0), z Chinami (3:0) i ćwierćfinale z Arabią Saudyjską (1:2).